# شكوى مستهلك
شكوى المستهلك أو شكوى العميل هو «تعبير عن عدم رضا من جانب المستهلك للطرف المسؤول» (لندن 1980). ويمكن أن يوصف أيضًا بالمعنى الإيجابي على أنه تقرير من المستهلك يتضمن وثائق بشأن مشكلة متعلقة بمنتج أو خدمة. في الحقيقة يحث بعض مستشاري الشركات الحديثة شركاتهم على النظر لشكوى المستهلك على اعتبار أنها هدية.
وغالبًا ما تكون شكاوى المستهلكين رسمية وموجهة بشكل مباشر إلى عنوان الشركة أو مقدم الخدمة العامة وبهذه الطريقة ينجح معظم المستهلكين في حل المشاكل الخاصة بالمنتجات والخدمات لكن يتطلب الأمر أحيانًا بعض الإصرار.
وإذا لم تعالج الشكوى بطريقة ترضي المستهلك، فإن المستهلك يلجأ في بعض الأحيان إلى إرسال الشكوى إلى طرف آخر مثل منظمة الرقي بالأعمال وهيئة التجارة الفيدرالية (في الولايات المتحدة الأمريكية). وتقبل هذه المنظمات ومنظمات أخرى مشابهة لها في بلدان أخرى شكاوى المستهلك وتساعد الناس في المسائل المتعلقة بخدمة العملاء لأن ممثلي الحكومة يشبهون نواب العموم. ومع ذلك نادرًا ما يتقدم المستهلكون بشكاوى تحمل الطابع القانوني الرسمي والتي تتكون من عملية قانونية رسمية (انظر المقال حول الشكوى)
في بعض البلدان (على سبيل المثال أستراليا, المملكة المتحدة والعديد من البلدان في الاتحاد الأوروبي يرون أن صياغة شكاوى المستهلكين وعلى الأخص تلك التي تتعلق ببيع الخدمات المالية محكوم بالقانون الأساسي (القانون). وقد تطالب السلطة التشريعية الشركات بالرد على الشكاوى في غضون جدول زمني ونشر الإجراءات الكتابية لمعالجة عدم رضا المستهلك وتقديم معلومات بشأن خطط التحكيم.
ومن خلال منتديات الإنترنت، توصل المستهلكون لطريقة جديدة يقدمون من خلالها شكواهم. والمواقع الإلكترونية مثل أخبار المستهلك وموقع الدفاع عن المستهلكين ConsumerAffairs.com التي تقبل وتنشر الشكاوى. وعملية نشر الشكاوى في المواقع ذات المشاهدة المرتفعة يزيد من احتمالية أن يدرك الرأي العام مشكلة المستهلك. وقد مكنت منتديات الإنترنت بشكل عام والمواقع الإلكترونية المخصصة لشكاوى المستهلكين على مستوى فردي محاسبة شركات كبرى في منتدى عام.

## وصلات خارجية
World Complaints Forum an international consumer complaints site with country wise listing of consumer complaints